# ديفيد بوي (سياسي)
ديفيد بوي هو سياسي بريطاني، ولد في 19 يوليو 1955 في غيتسهيد في المملكة المتحدة. نشط حزبياً في حزب العمال. في انتخابات البرلمان الأوروبي 1989، انتخب عضو في البرلمان الأوروبي عن دائرة Cleveland and Yorkshire North (European Parliament constituency) ‏ لترشحه ضمن قائمة حزب العمال، وقد انضم خلال فترته النيابية (25 يوليو 1989 – 18 يوليو 1994) للكتلة البرلمانية التحالف التقدمي للاشتراكيين والديمقراطيين وفي انتخابات البرلمان الأوروبي 1994، انتخب عضو في البرلمان الأوروبي عن دائرة Cleveland and Richmond (European Parliament constituency) ‏ لترشحه ضمن قائمة حزب العمال، وقد انضم خلال فترته النيابية (19 يوليو 1994 – 19 يوليو 1999) للكتلة البرلمانية التحالف التقدمي للاشتراكيين والديمقراطيين وفي انتخابات البرلمان الأوروبي 1999، انتخب عضو في البرلمان الأوروبي عن دائرة يوركشاير وهامبر ‏ لترشحه ضمن قائمة حزب العمال، وقد انضم خلال فترته النيابية (20 يوليو 1999 – 19 يوليو 2004) للكتلة البرلمانية التحالف التقدمي للاشتراكيين والديمقراطيين.